# Cırdaxan (Yevlax)
Cırdaxan è un comune dell'Azerbaigian situato nel distretto di Yevlax. Conta una popolazione di 455 abitanti.